# Jesse James (acteur)
Pour les articles homonymes, voir Jesse James (homonymie) et James.
Jesse James, né le 14 septembre 1989 à Palm Springs (Californie), est un acteur américain.

## Biographie
Jesse James a commencé très jeune sa carrière d'acteur en jouant le fils du personnage interprété par Helen Hunt dans Pour le pire et pour le meilleur (1997). Il a ensuite notamment incarné la version plus jeune des personnages joués par Johnny Depp et Ben Affleck dans Blow et Pearl Harbor (2001), puis s'est fait remarquer dans L'Effet papillon (2004) et Amityville (2005). Il est également apparu dans plusieurs séries télévisées et s'est de plus en plus tourné vers le cinéma indépendant dans les années 2010.

## Filmographie

### Cinéma
- 1997 : Pour le pire et pour le meilleur : Spencer Connelly
- 1998 : Ni dieux ni démons : Michael Boone
- 1999 : Une bouteille à la mer : Jason Osborne
- 1999 : Nello et le chien des Flandres : Nello jeune
- 2000 : Raccroche ! : Jesse Marks
- 2001 : Blow : George jeune
- 2001 : Pearl Harbor : Rafe jeune
- 2002 : Slap Her... She's French : Randolph Grady
- 2003 : Fear of the Dark : Ryan Billings
- 2004 : L'Effet papillon : Tommy à 13 ans
- 2005 : Amityville : Billy Lutz
- 2008 : Jumper : Mark jeune
- 2011 : Exodus Fall (en) : Kenneth Minor

### Télévision
- 1997 : Walker, Texas Ranger (série télévisée, saison 6 épisodes 6 et 7) : Jeb Wilson
- 1998 : Urgences (série télévisée, saison 5 épisode 9) : Wilson Geary
- 1999 : X-Files (épisode Le Grand Jour) : le jeune garçon
- 2000 : Angel (série télévisée, saison 1 épisode 14) : Ryan Anderson
- 2000 : Felicity (série télévisée, saison 2 épisode 18) : Stephen
- 2000 : Chicago Hope : La Vie à tout prix (série télévisée, saison 6 épisode 20) : Dustin Moss
- 2001 : Le Souvenir en héritage (téléfilm) : Dylan Donovan
- 2002 : Associées pour la loi (série télévisée, saison 3 épisode 16) : Jake Shaw
- 2004 : Monk (série télévisée, saison 2 épisode 14) : Jared Stottlemeyer
- 2007 : Veronica Mars (série télévisée, saison 3 épisode 15) : J.D. Sansone
- 2008 : Life (série télévisée, saison 2 épisode 4) : Perry
- 2009 : US Marshals : Protection de témoins (série télévisée, saison 2 épisode 3) : Tripp Stewart
- 2009 : Mentalist (série télévisée, saison 2 épisode 4) : Lucas Hodge
- 2013 : Mad Men (série télévisée, saison 6 épisode 2) : Zal